# Синявець Ікар
Синявець Ікар (Polyommatus icarus) — вид денних метеликів родини синявцевих (Lycaenidae).

## Назва
Вид названий на честь персонажа давньогрецької міфології Ікара.

## Поширення
Вид поширений в Європі та Північній Азії (від Канарських островів до Північного Китаю). З 2005 року поширився у Канаді. В Україні трапляється по всій території.

## Опис
Розмах крил 25-35 мм. У самця крила зверху блакитні, з вузьким чорним краєм, а у самиці темнокоричневі з блакитним нальотом біля основи крила і рудими крайовими лунками. Знизу крила у обох статей сірі з безліччю чорних вічкастих плям.

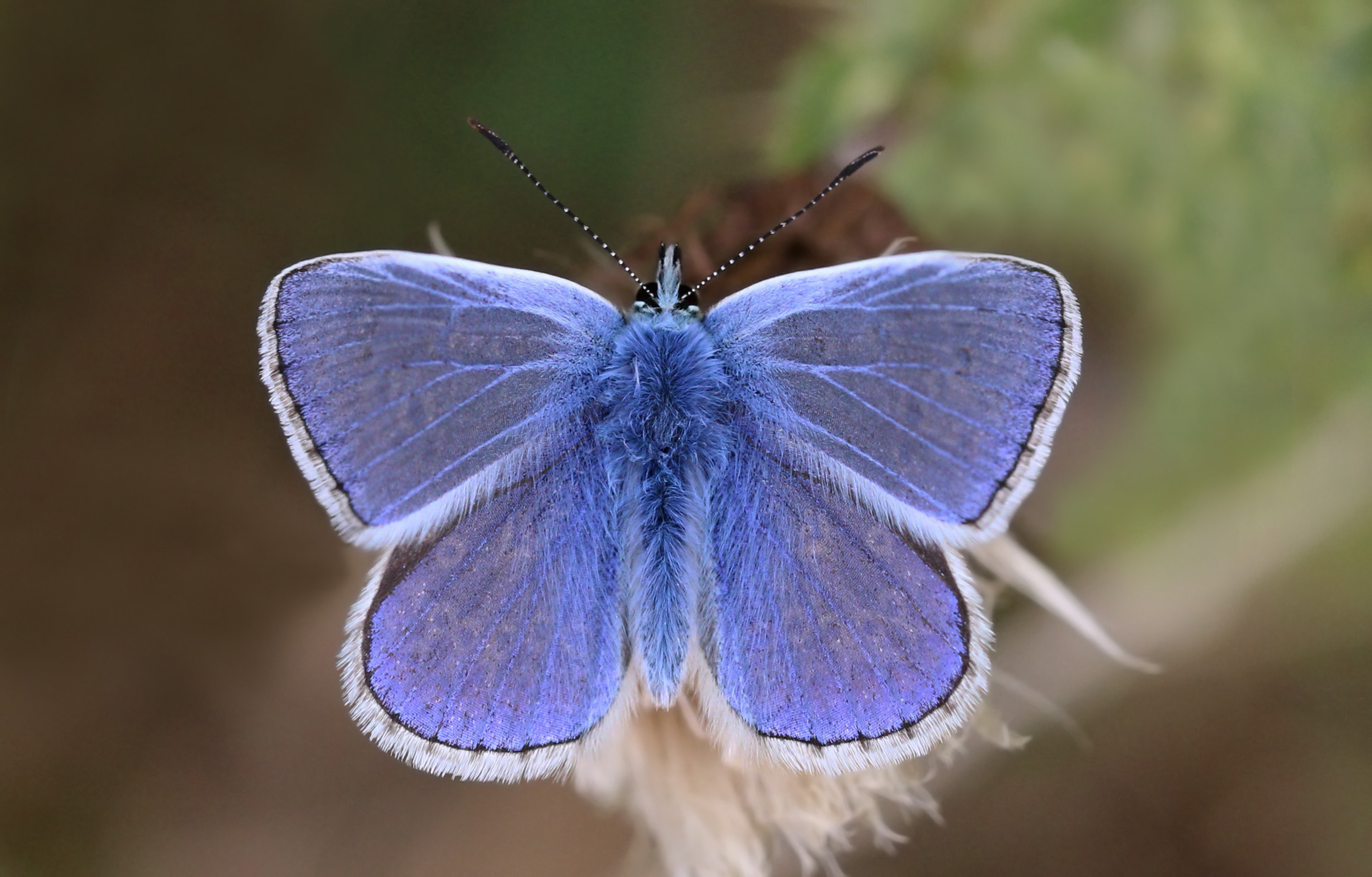
Самець
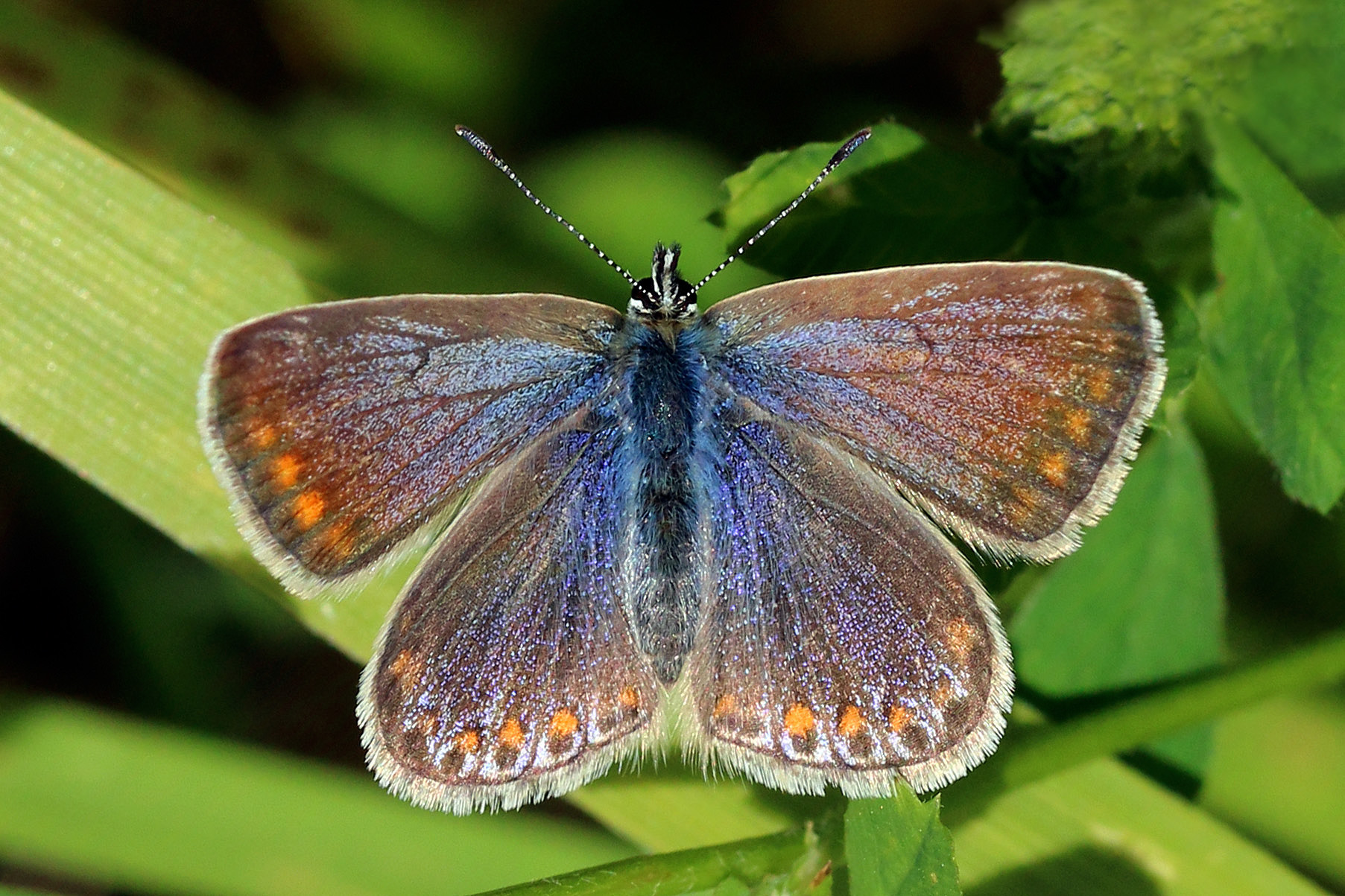
Самиця
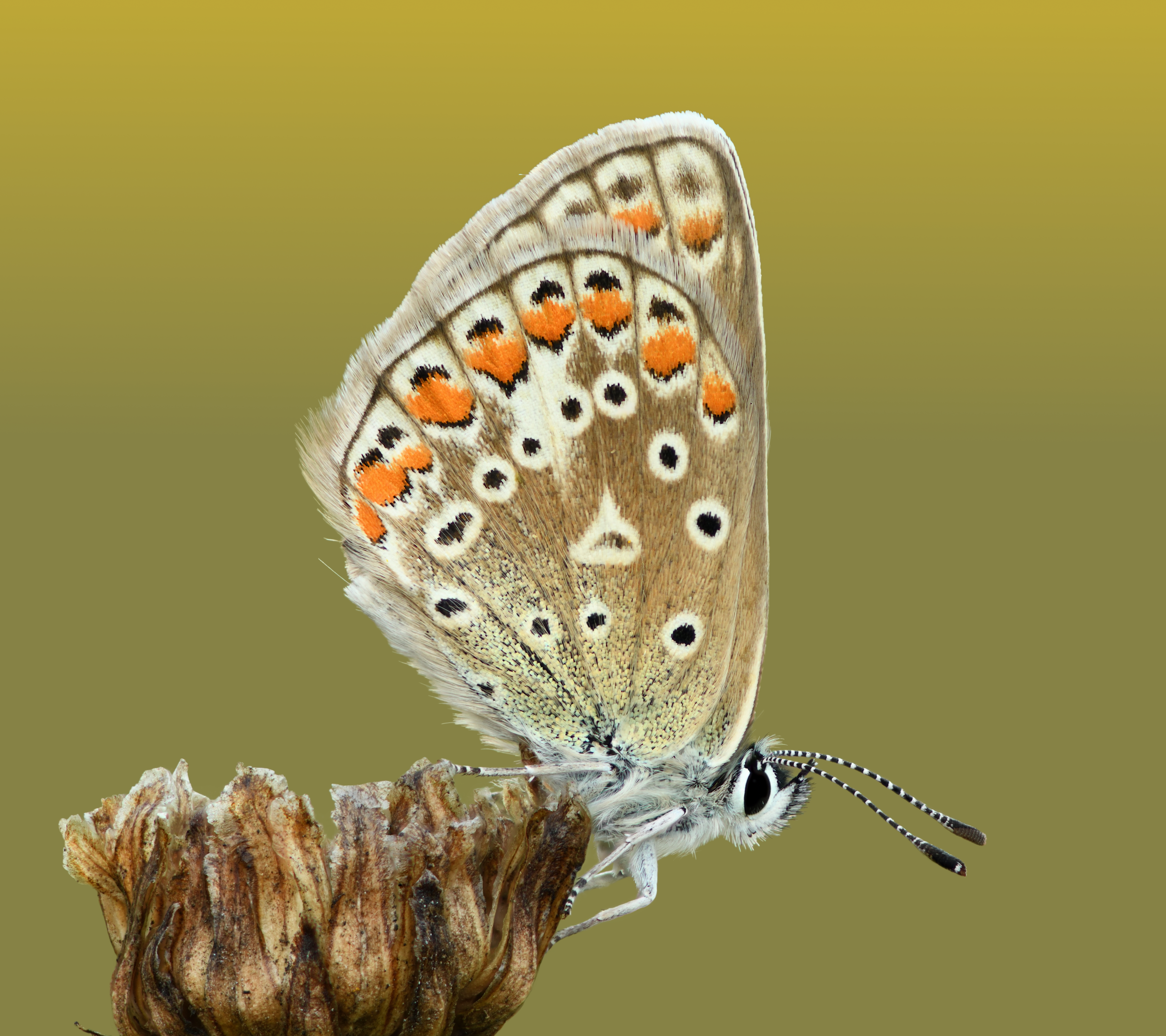
Самиця
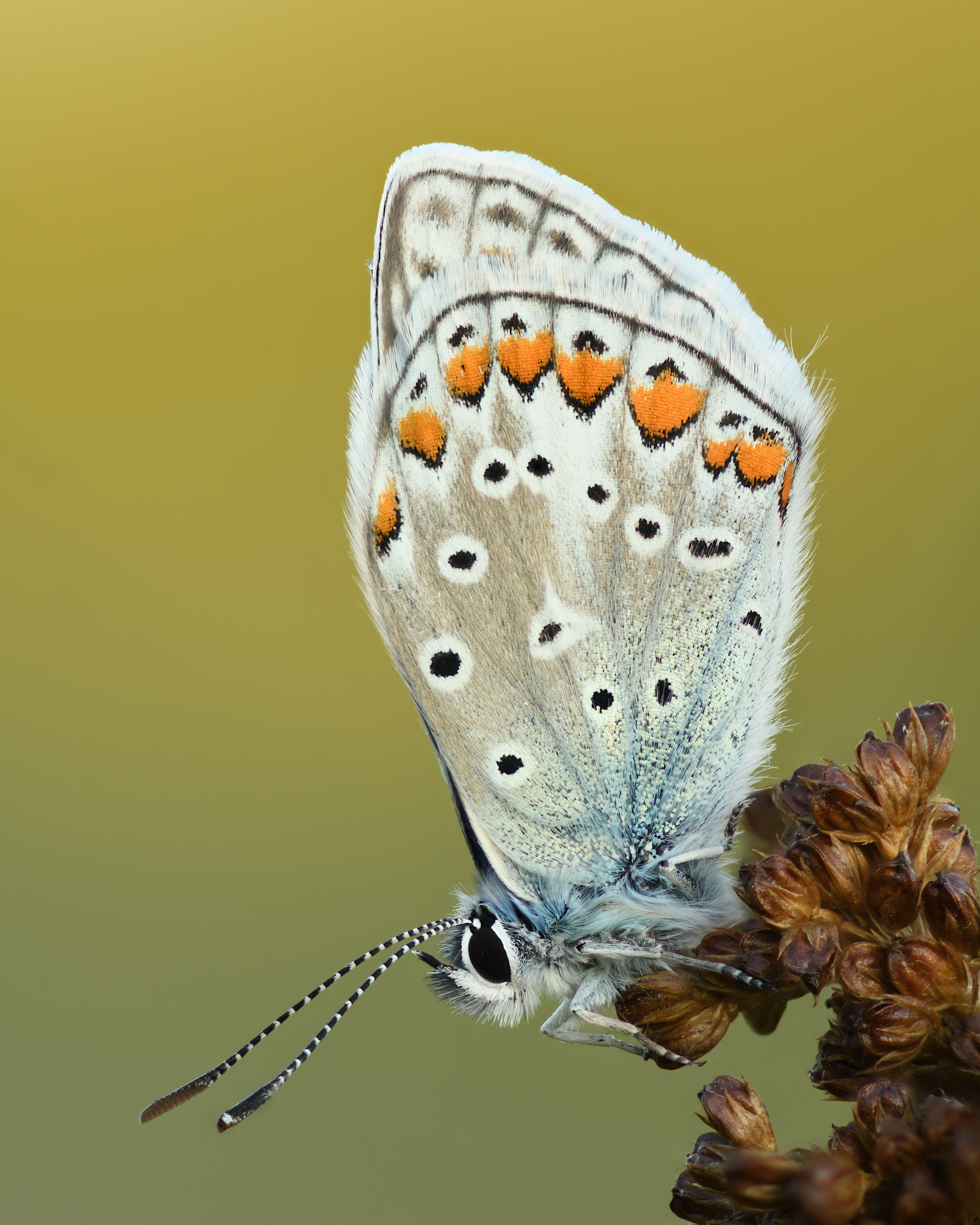
Самець

## Спосіб життя
Метелики літають з квітня по жовтень. Їх можна зустріти на лугах, узліссях і галявинах листяних лісів. Метелики харчуються нектаром бобових рослин. За рік буває два-три покоління. Самиця відкладає яйця на бобові рослини, нектаром яких вона годується. При сприятливих умовах приблизно через тиждень з яєць з'являються гусениці. Вони невеликі, короткі, зеленого кольору, з жовтою смугою вздовж спини і мають своєрідну форму: спинка у них дуже опукла, а черевце плоске, тобто за зовнішнім виглядом схожі на мокриць. Живляться гусениці листям бобових. Заляльковування гусениць теж відбувається на бобових рослинах.